# جيمس ديفيدسون (سياسي)
جيمس ديفيدسون (بالإنجليزية: James Davidson)‏ هو سياسي بريطاني، ولد في 10 يناير 1927، وتوفي في 29 يونيو 2017. حزبياً، نشط في الحزب الليبرالي. في الانتخابات العامة في المملكة المتحدة 1966 ‏، انتخب عضو البرلمان الرابع والأربعون للمملكة المتحدة عن دائرة West Aberdeenshire (UK Parliament constituency) ‏ (31 مارس 1966 – 29 مايو 1970).